# Szymury
Szymury - (staropol. przy murze z drzew, lasu) przysiółek miejscowości Jeleśnia, znajdujący się na drodze z Jeleśni skrzyżowanie-Sopotnia Mała. 
Do przysiółku prowadzi kładka nad rzeką Sopotnia.